# 安加拉-布林山
44°45′23″N 34°18′53″E / 44.75639°N 34.31472°E

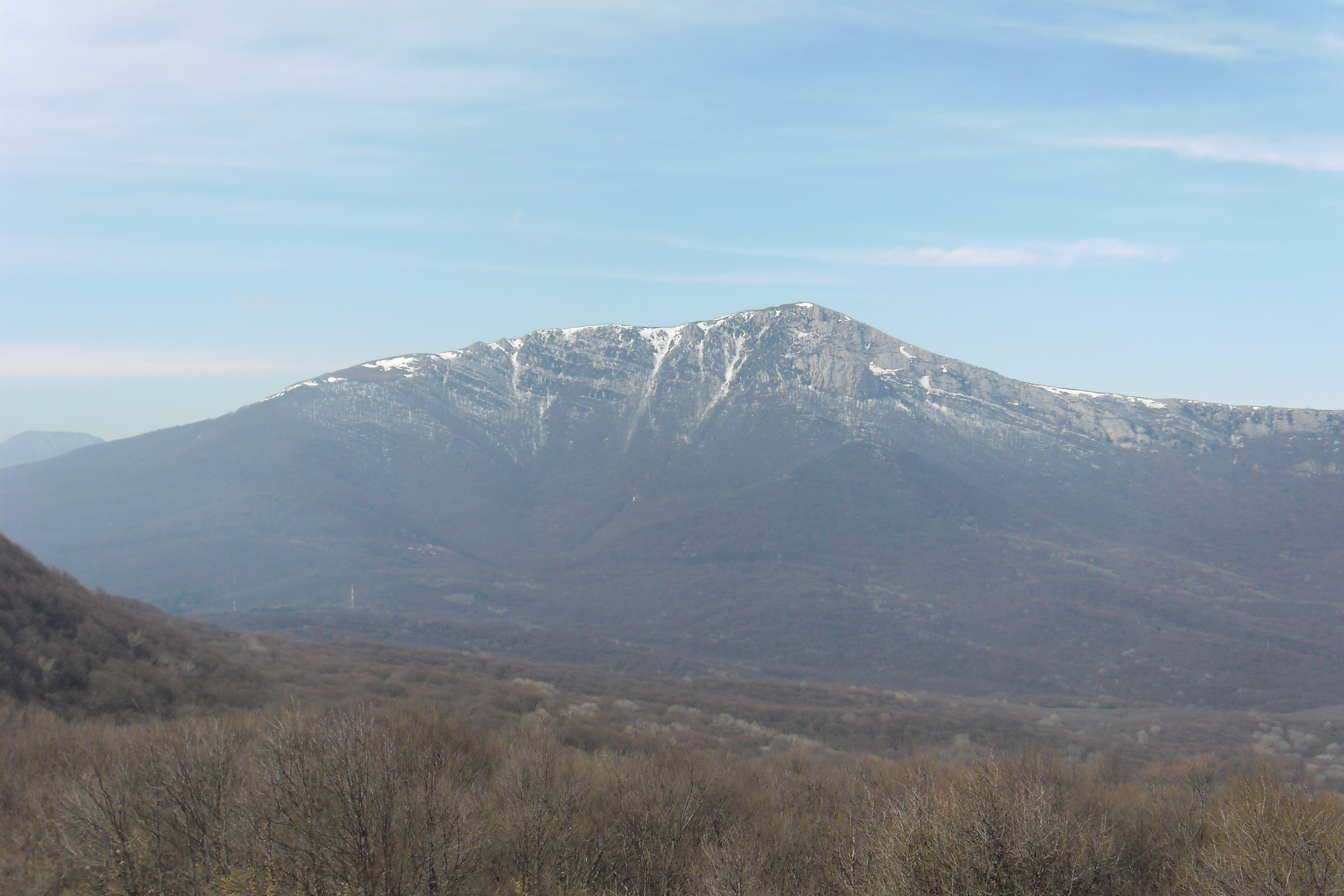

安加拉-布林山是烏克蘭的山峰，位於克里米亞共和國，屬於克里米亞山脈的一部分，處於恰特爾山東部，該山峰海拔高度1,453米。